# United Engineering Company
United Engineering Company war ein US-amerikanischer Hersteller von Automobilen.

## Unternehmensgeschichte
W. S. Reed, der vorher die W. S. Reed Company leitete, gründete im Sommer 1919 zusammen mit Frank Hamilton, und Will G. Smiley das Unternehmen. Der Sitz war in Greensburg in Indiana. Im gleichen Jahr begann die Produktion. Eine Quelle gibt an, dass nur Fahrgestelle entstanden. Eine andere Quelle nennt Komplettfahrzeuge. Der Markenname lautete United. 1920 endete die Produktion.
Es gab keine Verbindung zur National United Service Company, die 1914 den gleichen Markennamen für ihre Personenkraftwagen verwendete.

## Fahrzeuge
Viele der Teile wurden zugekauft. So kam der Vierzylindermotor von Herschell-Spillman. Weitere Lieferanten waren Carter für Vergaser, Berling für Zündmagneten, Dyneto für die Elektrik, Bendix für den Anlasser, Prest-O-Lite für die Starterbatterien, Borg & Beck für die Kupplungen, Muncie für die Getriebe, Peru für die Hinterachsen und Stewart für den Tachometer. Das Fahrgestell wurde Model G-58 genannt.